# Université de San Carlos (Guatemala)
L'université de San Carlos (en espagnol : Universidad de San Carlos de Guatemala ou USAC) est une université publique située à Guatemala. Fondée en 1676, elle est la plus ancienne université guatémaltèque et la quatrième plus ancienne université des Amériques. Elle est la seule université publique du pays. 

## Personnalités liées à l'université

### Étudiants
- Miguel Ángel Asturias, Prix Nobel de littérature.
- Margarita Carrera (1929-2018), écrivaine guatémaltèque.
- Sergio Custodio (1947-2020), professeur, écrivain et humaniste guatémaltèque.
- José Rubén Zamora Marroquín (né en 1956), journaliste.
- Jaime Viñals (1966-), alpiniste guatémaltèque.